# Petru Rareș
Petru Rareș is een Roemeense gemeente in het district Bistrița-Năsăud.
Petru Rareș telt 3710 inwoners.
De gemeente bestaat uit de dorpen:
- Baţa (Baca)
- Reteag (Hongaars: Retteg; Duits: Retteneck).

Beide dorpen kennen een Hongaarse minderheid; in 2011 waren er in Reteag (Retteg) op een bevolking van 2 573 personen in totaal	333 Hongaren (13,5%), in Baţa (Baca) gaat het om 240 Hongaren (31,6%) op een totaalbevolking van 778 personen. In 1992 vormden de Hongaren nog 46% van de bevolking in het laatstgenoemde dorp. In Baţa is sprake van tweetalige komborden (dit is verplicht als een dorp meer dan 20% inwoners heeft die behoren tot een etnische minderheid).

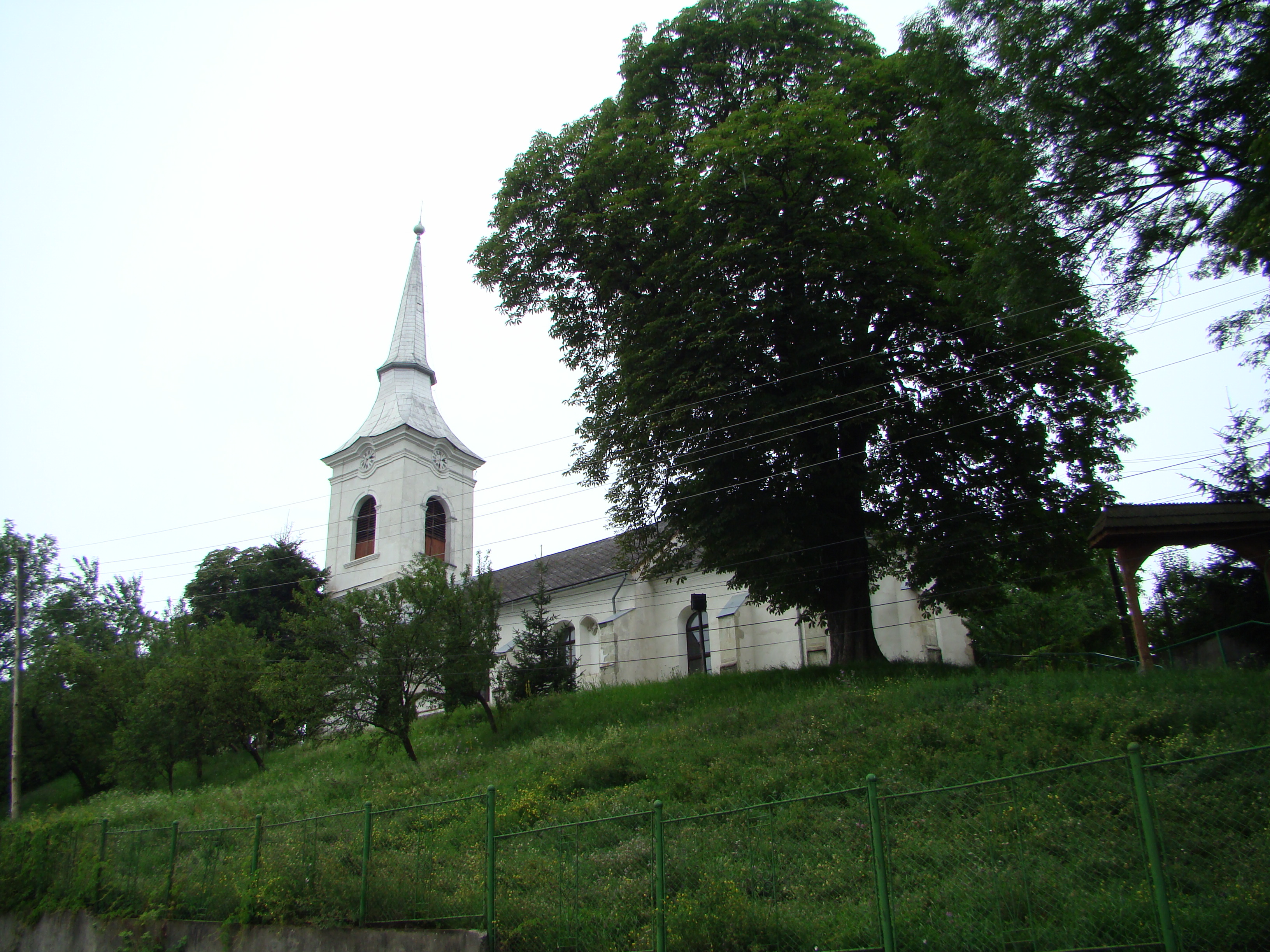
Hongaars gereformeerde kerk van Reteag

De gemeente heeft te maken met een sterke afname van de bevolking, in 1900 waren er 5110 inwoners (3041 Roemenen en 1860 Hongaren). De bevolking bereikte haar top tijdens de volkstelling van 1941 (5877 inwoners).

## Naam
De gemeente nam in 1925 de huidige naam aan, Petru Rareș was een vorst van het historische vorstendom Moldavië in de 16e eeuw.